# Ōshima Ken'ichi

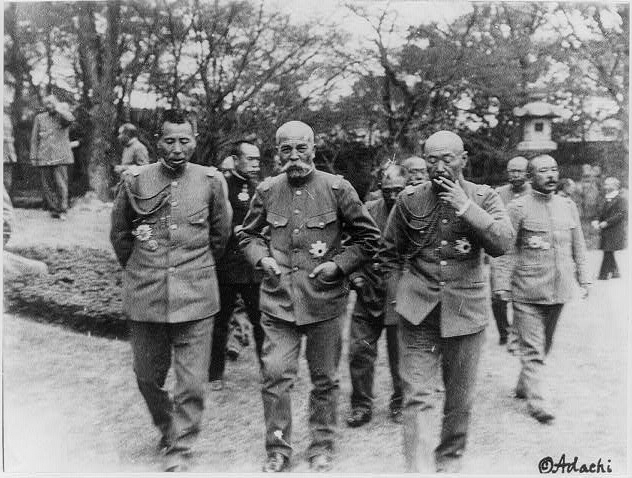
Ōshima (centre) avec Giichi Tanaka (gauche) et Uehara Yūsaku en 1918.

Ōshima Ken'ichi est un nom japonais traditionnel ; le nom de famille (ou le nom d'école), Ōshima, précède donc le prénom (ou le nom d'artiste).
Ōshima Ken'ichi (大島 健一), né le 19 juin 1858 dans la préfecture de Gifu au Japon et décédé à l'âge de 88 ans le 24 mars 1947, est un général de l'armée impériale japonaise qui fut ministre de la Guerre pendant la Première Guerre mondiale. Son fils, Hiroshi Ōshima, fut également lieutenant général dans l'armée impériale japonaise et ambassadeur japonais en Allemagne nazie.

## Biographie
Ōshima est né en 1858 dans le domaine d'Iwamura dans la province de Mino (actuelle préfecture de Gifu). Il sort diplômé de la 4e classe de l'académie de l'armée impériale japonaise en 1881 où il se spécialise dans l'artillerie. Il est envoyé étudier en qualité d'attaché militaire en France et en Prusse de 1891 à 1893.
Ōshima sert dans l'état-major du général Yamagata Aritomo dans la 1re armée durant la guerre sino-japonaise (1894-1895). Pendant la guerre russo-japonaise, il sert au quartier-général impérial, et tient divers postes administratifs à l'état-major de l'armée impériale japonaise après le conflit. Il est promu major général en 1907 et lieutenant général en 1913.
Du 9 mars 1916 au 29 septembre 1918, Ōshima est ministre de la Guerre dans le gouvernement du premier ministre Terauchi Masatake. Il entre dans la réserve en 1919 et devient membre de la chambre des pairs du Japon en 1920. De 1940 à 1946, il est membre du conseil privé.